# Lantic
Lantic (bretonisch: Lannidig) ist eine französische Gemeinde mit 1.799 Einwohnern (Stand 1. Januar 2022) im Département Côtes-d’Armor in der Region Bretagne. Lantic liegt ein Stück im Landesinneren nahe der Küste am Flüsschen Ic, im Gemeindegebiet entspringt auch der Kerguidoué. Lantic ist landwirtschaftlich geprägt.

## Bevölkerungsentwicklung

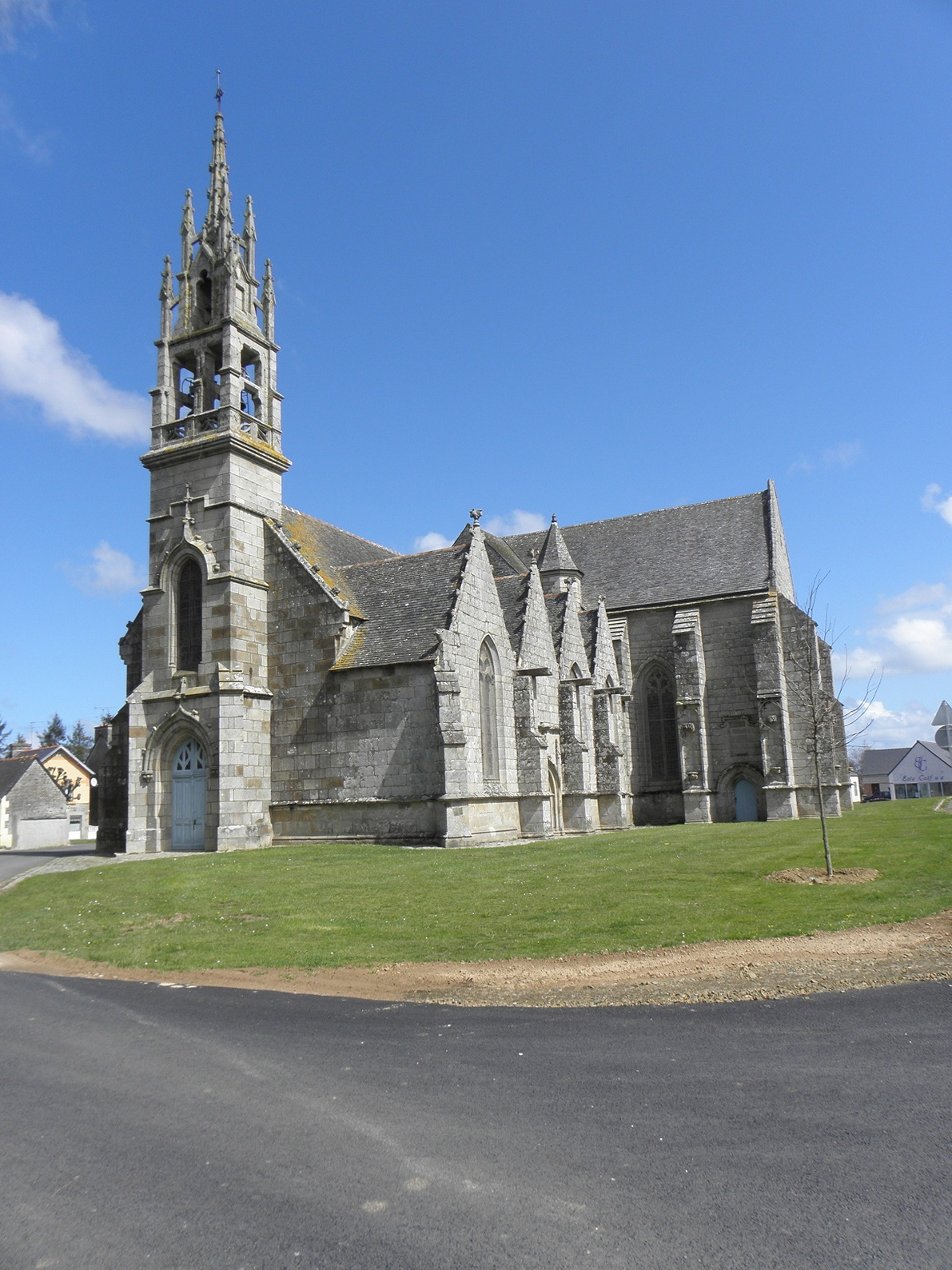
Kapelle Notre-Dame-de-la-Cour

| 1962 | 1968 | 1975 | 1982 | 1990 | 1999 | 2016 |
| ---- | ---- | ---- | ---- | ---- | ---- | ---- |
| 710  | 725  | 722  | 940  | 1075 | 1117 | 1656 |

## Baudenkmäler
Siehe: Liste der Monuments historiques in Lantic